# Amoni trioxalatoferrat(III)
Amoni trioxalatoferrat(III) là một hợp chất hóa học vô cơ có công thức (NH4)3Fe(C2O4)3. Nó chủ yếu được sử dụng để sản xuất bản vẽ chi tiết.

## Điều chế
Amoni trioxalatoferrat(III) được điều chế bằng cách cho sắt(III) chloride phản ứng với amoni oxalat trong nước.
{\displaystyle \mathrm {FeCl_{3}+3\ {(NH_{4})}_{2}C_{2}O_{4}+3\ H_{2}O\longrightarrow {(NH_{4})}_{3}[{Fe(C_{2}O_{4})}_{3}]\cdot 3\ H_{2}O+3\ NH_{4}Cl} }

## Phản ứng
Amoni trioxalatoferrat(III) bị phân hủy bởi ánh sáng, tạo ra carbon dioxide.